# Ernst Philipp Berckemeyer
Ernst Philipp Berckemeyer (* 9. August 1808 in Groß Thurow, heute Ortsteil von Roggendorf (Mecklenburg); † 29. Juni 1879 ebenda) war ein deutscher Gutsbesitzer und Politiker.

## Leben
Als Besitzer des lauenburgischen, erst 1945 aufgrund des Barber-Ljaschtschenko-Abkommen an Mecklenburg gefallenen Gutes Groß Thurow gehörte Berckemeyer der Lauenburgischen Ritterschaft an.
1848 wurde er für die Wählergruppe Ritter- und Landschaft vor März 1848 Mitglied der Landesversammlung des Herzogtums Lauenburg und später dänischer Landrat des Kreises Herzogtum Lauenburg. Von 1855 bis zum Ausscheiden Lauenburgs und Holsteins 1858 gehörte er dem Dänischen Reichsrat an. 1865 wurde er durch seine legendäre Huldigungskutschfahrt mit Otto von Bismarck um die Stadtkirche in Ratzeburg bekannt.

## Auszeichnungen
- 1856: Dannebrogorden, Ritter
- 1865: Königlicher Kronen-Orden (Preußen), 3. Klasse